# PGL
PGL Esports — румынская киберспортивная организация, студия и компания по медиа-производству. PGL известна своими турнирами, проведёнными в сотрудничестве с Valve. Компания выступала организатором турниров по Dota 2, CS:GO, Hearthstone, League of Legends, PUBG, а также других дисциплин.
Штаб-квартира и студия организации в данный момент находятся в Бухаресте, Румыния.

## Dota 2
Первый турнир по Dota 2 компания организовала в 2014 году в сотрудничестве с DreamHack – DreamHack Bucharest 2014.
За свою историю, PGL провели 8 мейджоров и 2 майнора по Dota 2. Например The Manila Major 2016, The Boston Major 2016, The Kiev Major 2017. Кроме того, PGL была техническим организатором всех турниров серии The International, начиная с 6-го.
В 2021 году стала организатором The International 10.

## Counter-Strike
PGL провела три мейджора по Counter-Strike: Global Offensive и один по Counter-Strike 2, а также помогала BLAST в организации турниров BLAST Pro Series и Beijing Perfect World с помощью в организации Perfect World Shanghai Major 2024.

### PGL Major Kraków 2017
Организация известна проведённым ею мейджором по Counter-Strike: Global Offensive — PGL Major Kraków 2017, в том числе из-за того, что впервые турнир выиграла киберспортивная организация из СНГ региона — Gambit Esports.

### PGL Major Stockholm 2021
PGL стала организатором первого мейджора после перерыва, связанного с пандемией коронавируса COVID-19. Также PGL Major 2021 стал первым турниром, для которого использовалась новая система квалификаций.

### PGL Major Antwerp 2022
Данный турнир был начат 9 мая в Бельгийском городе Антверпене. Его чемпионами стала европейская команда FaZe Clan, обыгравшая в финале турнира прошлого чемпиона Natus Vincere.

### PGL Major Copenhagen 2024
17 марта 2024 года начался первый мейджор по CS2, который провели PGL. Победителем стали Natus Vincere, обыгравшая в финале турнира команду FaZe Clan.